# Alfred von Kaphengst
Alfred Wilhelm Ferdinand von Kaphengst (* 23. Januar 1828 in Potsdam; † 25. Dezember 1887 in Freiburg im Breisgau) war ein preußischer Generalmajor.

## Leben

### Herkunft
Alfred war der Sohn des preußischen Generalmajors Ferdinand von Kaphengst (1795–1854) und dessen ersten Ehefrau Isabella Angelika Julia, geborene Schickler (1805–1837).

### Militärkarriere
Kaphengst besuchte Gymnasien in Potsdam und Berlin. Anschließend studierte er zunächst Rechtswissenschaften an der Universität Bonn, wo er 1849 Mitglied des Corps Palatia wurde. Am 9. April 1850 trat Kaphengst als Dragoner dem Garde-Dragoner-Regiment bei und wurde am 15. Juli 1851 zum Sekondeleutnant befördert. Als solcher absolvierte er ab 1. Oktober 1854 für ein Jahr die Militär-Reitschule und war dann ab 25. Oktober 1856 Regimentsadjutant. Am 10. Juli 1858 folgte seine Beförderung zum Premierleutnant.
Als Rittmeister wurde er 1864 unter Versetzung in das 2. Garde-Dragoner-Regiment als Adjutant zur Garde-Kavallerie-Division kommandiert. Während des Krieges 1866 nahm Kaphengst an der Schlacht bei Königgrätz teil und wurde für seine Verdienste nach Kriegsende mit dem Roten Adlerorden IV. Klasse mit Schwertern ausgezeichnet. Am 30. Oktober 1866 übernahm er als Chef eine Eskadron im 2. Hannoverschen Dragoner-Regiment Nr. 16 in Northeim, wurde 1868 als Major etatmäßiger Stabsoffizier im Magdeburgischen Husaren-Regiment Nr. 10. Ab 1869 war er beim 2. Garde-Ulanen-Regiment, mit dem er am Krieg gegen Frankreich teilnahm. Er kämpfte bei Gravelotte, Beaumont, Sedan, Bapaume und Saint-Quentin und machte die Belagerung von Paris sowie den Sturm auf Le Bourget mit. Mit dem Eisernen Kreuz II. Klasse ausgezeichnet, beauftragte man Kaphengst am 8. August 1871 mit der Führung des Rheinischen Dragoner-Regiments Nr. 5 und ernannte ihn schließlich am 12. Dezember 1871 zu dessen Kommandeur. In dieser Stellung folgte am 12. Januar 1872 die Beförderung zum Oberstleutnant sowie am 19. September 1874 zum Oberst. Als solcher wurde Kaphengst dann nach Karlsruhe versetzt, wo man ihn zum Kommandeur des 3. Badischen Dragoner-Regiments „Prinz Karl“ Nr. 22 ernannt.
Am 16. Oktober 1879 wurde Kaphengst aus gesundheitlichen Gründen aufgrund eines schweren Nervenleidens zur Disposition gestellt. Gleichzeitig verlieh man ihm den Kronenorden II. Klasse und erteilte ihm die Erlaubnis zum Tragen der Uniform 3. Badischen Dragoner-Regiments „Prinz Karl“ Nr. 22. Am 12. Februar 1881 verlieh man Kaphengst den Charakter als Generalmajor.

### Familie
Er heiratete am 25. November 1863 in Altenmuhr Hermine Emilie Wilhelmine Adolfine von Le Suire (1841–1924). Aus der Ehe ging der Sohn Elgar Asmus (1865–1957) hervor, der 1899 Elisabeth (Lissy) von Krogh (1875–1947) heiratete.